# Albert Meyer
Albert Meyer ( 13 de Março de 1870 - 1940) foi um político da Suíça.

## Carreira
Ele foi eleito para o Conselho Federal suíço em 12 de Dezembro de 1929 e terminou o mandato a 31 de Dezembro de 1938.
Albert Meyer foi Presidente da Confederação suíça em 1936.